# Djursnäs kase
Djursnäs kase este o arie protejată (arie specială de conservare — SAC, sit de importanță comunitară — SCI) din Suedia întinsă pe o suprafață de 20 ha, integral pe uscat.

## Localizare
Centrul sitului Djursnäs kase este situat la coordonatele 57°58′52″N 16°32′31″E / 57.981°N 16.5419°E.

## Înființare
Situl Djursnäs kase a fost declarat sit de importanță comunitară în ianuarie 2002 pentru a proteja un număr necunoscut de specii din flora spontană și fauna sălbatică aflate în arealul zonei. Situl a fost protejat și ca arie specială de conservare în martie 2011.

## Biodiversitate
Situată în ecoregiunea boreală, aria protejată conține 2 habitate naturale: Taiga vestică, Pante stâncoase silicioase cu vegetație casmofită.
La baza desemnării sitului se află un număr nedeclarat de specii protejate.